# Pontellina
Pontellina är ett släkte av kräftdjur. Pontellina ingår i familjen Pontellidae.
Kladogram enligt Catalogue of Life:
| Pontellina | \| \| Pontellina platychela \| \| \| \| \| \| Pontellina plumata \| \| \| \| |
|            | \| \| Pontellina platychela \| \| \| \| \| \| Pontellina plumata \| \| \| \| |
|            | Anomalocera                                                                  |
|            |                                                                              |
|            | Calanopia                                                                    |
|            |                                                                              |
|            | Epilabidocera                                                                |
|            |                                                                              |
|            | Labidocera                                                                   |
|            |                                                                              |
|            | Neopontella                                                                  |
|            |                                                                              |
|            | Pontella                                                                     |
|            |                                                                              |
|            | Pontellopsis                                                                 |
|            |                                                                              |
|            | Pontellina platychela                                                        |
|            |                                                                              |
|            | Pontellina plumata                                                           |
|            |                                                                              |

|  | Pontellina platychela |
|  |                       |
|  | Pontellina plumata    |
|  |                       |